# Aegypius monachus

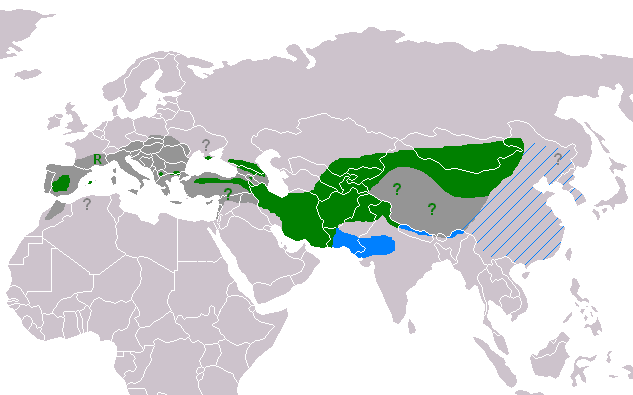
Distribución 2007:
- Verde: Actual área de cría
- Verde ?: Posible área de cría
- Verde R: Reintroducción en progreso
- Azul: Distribución invernal
- Gris oscuro: Antigua área de cría.
- Gris oscuro ?: Posible antigua área de cría.

El buitre negro (Aegypius monachus) es una especie de ave accipitriforme de la familia Accipitridae,  la única de su género y una de las cuatro especies de buitre que se pueden encontrar en Europa, junto con el buitre leonado, el alimoche y el quebrantahuesos. La envergadura media de esta especie es de 250 cm, algo más que la del buitre leonado, aunque se han mencionado casos de individuos que podrían haber llegado a los tres metros. No se conocen subespecies.
Conviene no confundirlo con el buitre negro americano, miembro de una especie (Coragyps atratus) y familia (Cathartidae) distintas.
Su principal área de distribución es asiática, abarcando toda el área desde Turquía y el Cáucaso hasta Manchuria. En Europa se le puede encontrar en Crimea, Grecia, varias islas mediterráneas (Chipre, Creta, Sicilia, Córcega, Cerdeña y Mallorca) y el suroeste de la península ibérica. En invierno se le puede encontrar también en el valle del Nilo, Palestina, el Punyab indostánico y Corea, llegando muy raramente hasta Japón.

## Descripción

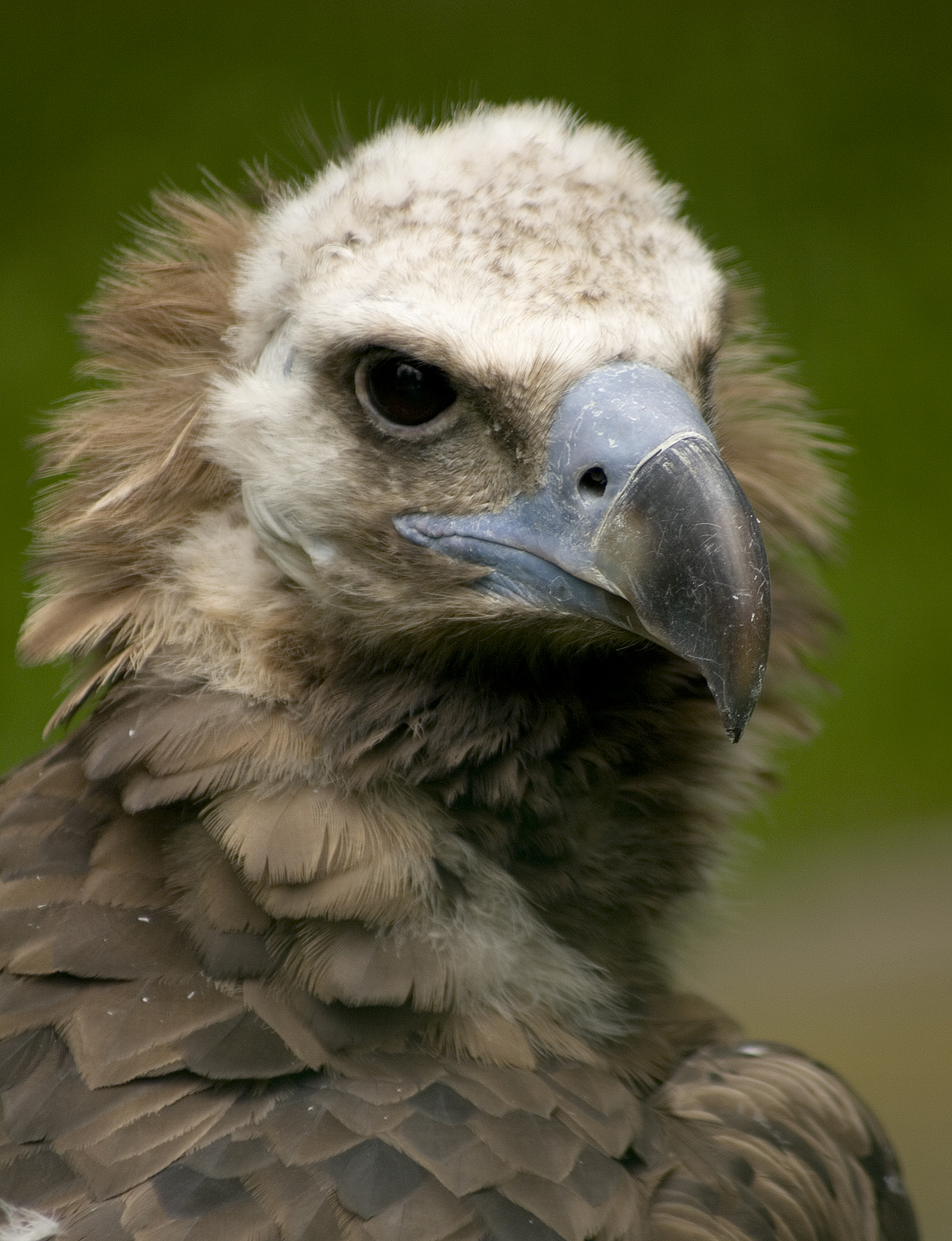
Ejemplar en el vivarium de Darmstadt (Alemania).

El plumaje es preferentemente negro, salpicado de marrón oscuro en el dorso. El cuello y parte de la cabeza son negros y desprovistos de plumas, aunque en la cara y coronilla se puede encontrar un poco de plumón negro. El pico destaca por su color gris claro, aunque la punta también es negra. En la base del cuello crecen unas plumas pardas oscuras a modo de gorguera y debajo de ellas otra fila de plumas de color claro que cubren la parte superior del pecho.
Ambos sexos tienen plumaje idéntico y a simple vista no se logra distinguir a que sexo pertenece hasta el punto de tener que realizar análisis para saber si es macho o hembra. Los individuos más jóvenes tienen el plumaje más oscuro que los adultos. Como casi todos los buitres, el buitre negro también es un planeador que rara vez bate las alas. En el aire recoge la cabeza hacia atrás y mantiene las alas desplegadas, mientras que la cola hace el papel de timón.
Vive en roquedos y barrancos con abundante vegetación. En la península ibérica prefiere las zonas de bosque mediterráneo, mientras que en Mallorca se le ve con frecuencia en acantilados. Es de carácter más bien solitario y rara vez emigra, algo que hacen más frecuentemente los jóvenes que abandonan el nido.

## Alimentación

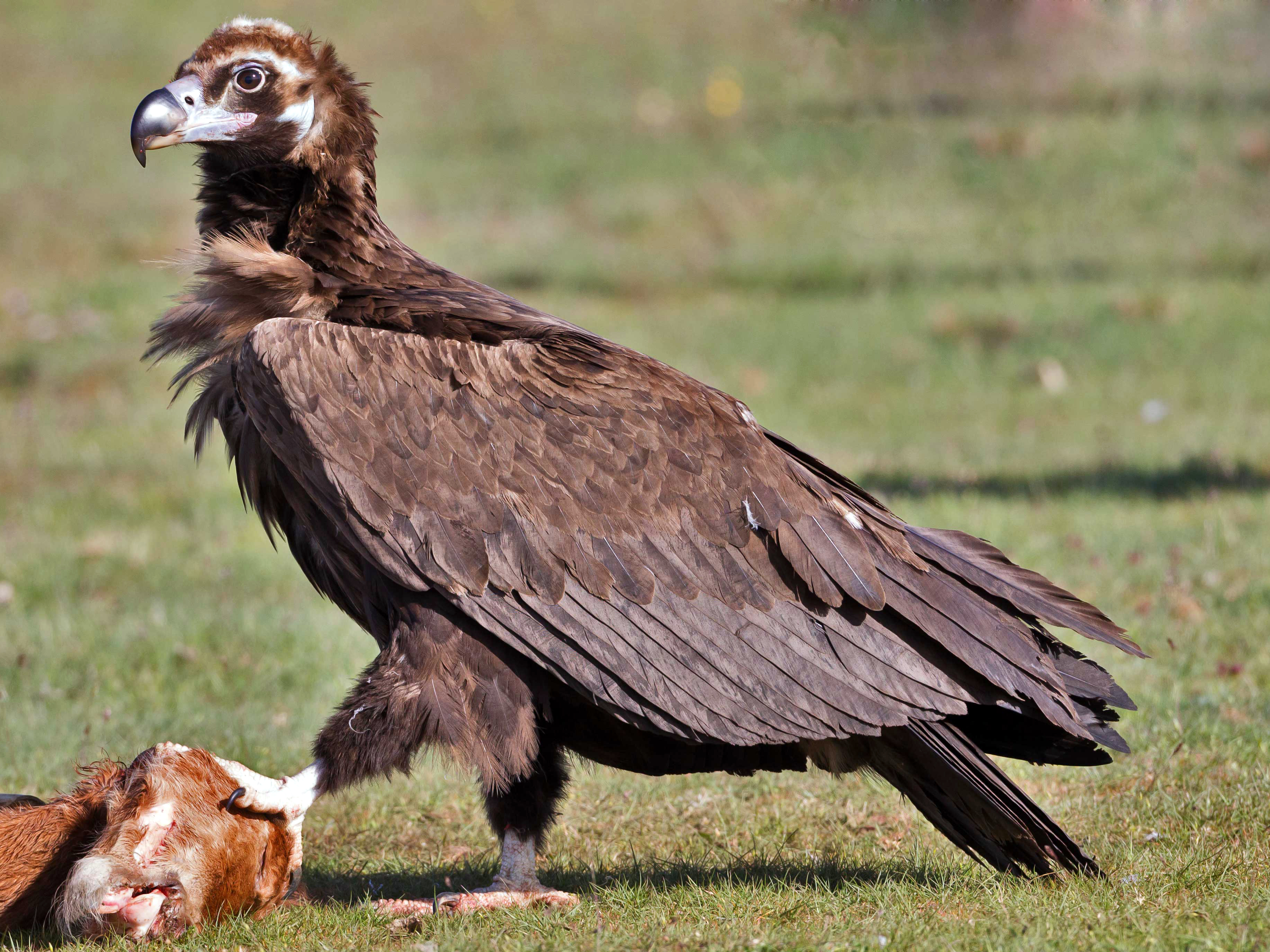
Aegypius monachus

Los buitres negros demuestran ser más escrupulosos que los buitres leonados a la hora de comer carroña. Cuando se acercan al cadáver de un gran mamífero lo hacen con rapidez para llegar antes que otros buitres. Desgarran la piel y se alimentan casi exclusivamente de materia muscular, evitando las vísceras. En caso de tragar piel o pelos, los expulsan más tarde en forma de egagrópila.
Los buitres negros complementan su dieta con animales pequeños que capturan al vuelo y llevan a sus nidos, como pueden ser ardillas, lagomorfos, lagartos y tortugas.

## Reproducción

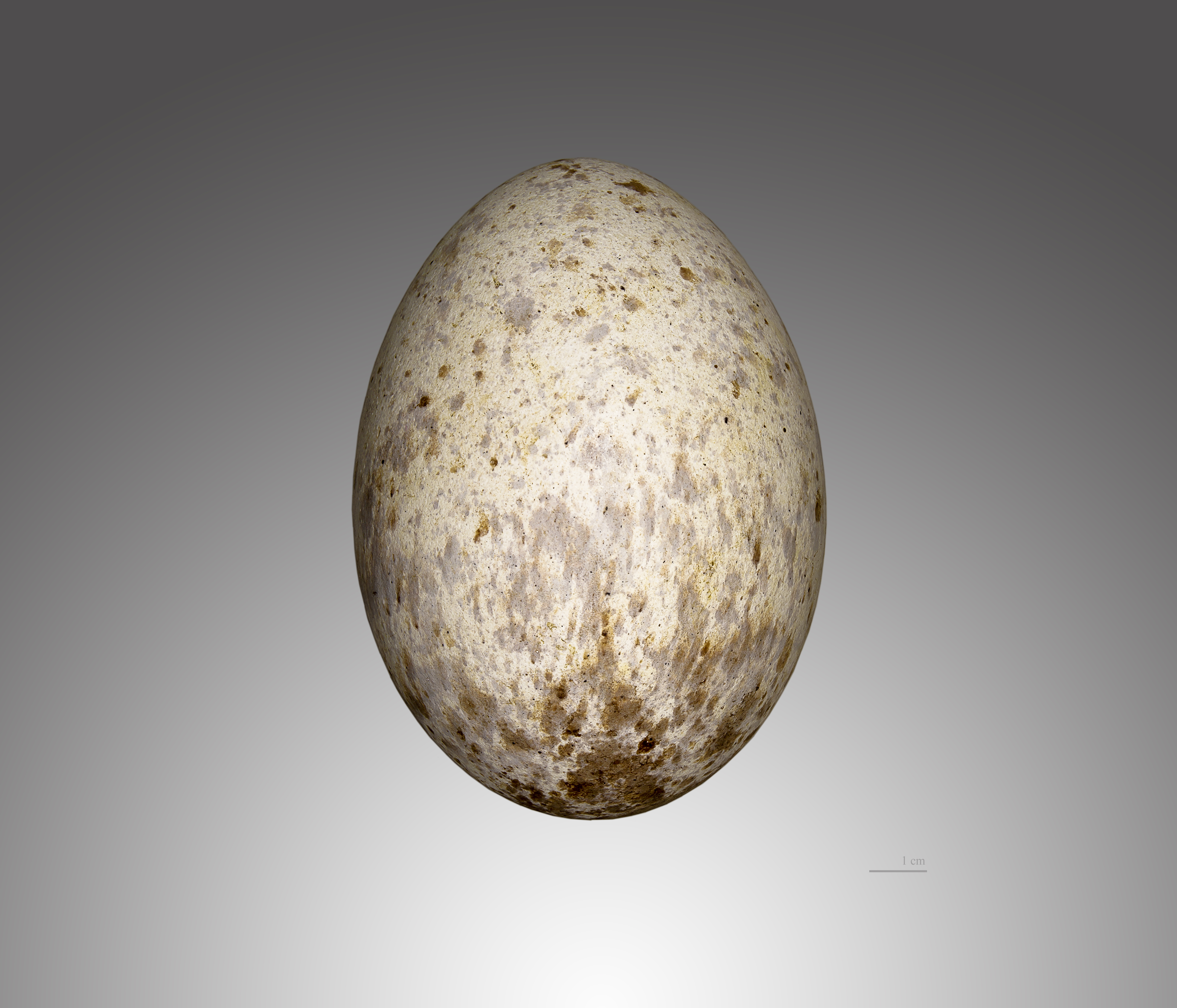
Huevo de Aegypius monachus

Esta especie es monógama y anida en los árboles. Cada año (aunque a veces pasan alguno sin procrear) la pareja retorna al mismo nido que han usado año tras año, añadiéndole alguna capa más. La hembra pone un solo huevo que la pareja incuba por turnos durante 55 días. A principios de mayo se abre el cascarón y los padres alimentan al polluelo hasta que puede emprender el vuelo. Hasta entonces siempre se encuentra un adulto en el nido, que no abandona si no se le ataca violentamente.
Esta especie está protegida en varios países, después de que haya sido perseguido durante decenios por los pastores que lo consideraban (erróneamente) un peligro para sus rebaños.

## Amenazas que sufre
Posiblemente la mayor causa de mortalidad de la especie sea el veneno. Otras amenazas importantes son la explotación inadecuada de determinadas masas forestales, la eliminación sistemática de carroñas y la gestión inadecuada de los montes.

## Ave del año 2010
La Sociedad Española de Ornitología (SEO/BirdLife) declaró al buitre negro Ave del Año 2010. A través de la iniciativa Ave del Año SEO/BirdLife realiza campañas especiales encaminadas a la conservación de la especie.

## Curiosidades
En 2008, Ucrania acuñó una moneda con la imagen del buitre negro. La moneda está hecha de alpaca y su valor es de dos grivnas.